# Magnolia xiana
Magnolia xiana är en magnoliaväxtart som beskrevs av Hans Peter Nooteboom. Magnolia xiana ingår i släktet Magnolia och familjen magnoliaväxter. Inga underarter finns listade i Catalogue of Life.